# Emblema de la República Socialista de Romania
L'emblema de la República Socialista de Romania va ser l'emblema nacional de Romania durant el període comunista entre 1947 i 1989.

## Descripció
L'emblema estava constituït per un paisatge, que consisteix en un bosc d'avets i una muntanya, prop dels quals hi ha un llac. Al bosc, hi ha una torre de perforació, i al cel darrere de la muntanya hi ha un sol naixent. Tot això està envoltat per dues espigues de blat que tenen entrellaçat un llistó amb els colors de la bandera nacional, i sobre el paisatge, hi ha una estrella vermella, símbol del socialisme.

## Història
Després de 1948, les autoritats comunistes van canviar tant la bandera com l'escut d'armes. L'escut d'armes es va tornar més emblemàticament fidel al simbolisme comunista: un paisatge (que representa un sol naixent, un tractor i un trepant petrolier) envoltat de ceps de blat lligats amb una tela amb els colors de la bandera nacional. El patró de l'emblema es va inspirar en l'emblema estatal de la Unió Soviètica.
Entre 1948 i 1966, hi va haver tres variants. El primer va arribar poc després de 1948 (la proclamació de la república popular). L'emblema mostra un paisatge amb un bosc d'avets i un promontori, a la banda d'una torre de perforació i en el cel un sol naixent en tota regla. A les espigues, hi havia el blat amb el lema "RPR" en lletres blanques en una cinta. El 1952, s'hi va afegir l'estrella vermella.

El canvi final a l'emblema comunista va tenir lloc el 1965 quan Romania va deixar de ser una República Popular i va esdevenir una República Socialista. En aquest moment, la redacció va canviar de RPR a República Socialista România amb alguns canvis menors en la cinta. L'emblema va romandre en ús fins a la caiguda de Nicolae Ceauşescu i el règim comunista, quan l'emblema comunista va ser eliminat de totes les banderes i segells oficials. Algunes banderes tenien un forat (un símbol de la revolució) i altres van canviar al format oficial blau-groc-vermell posterior. La redacció va canviar a només Romania. El nou escut d'armes va substituir a l'emblema socialista a 1992.

Gener-març 1948
Març 1948 - 1952
1952-1965